# Antonín Stevens
Antonín Stevens, celým jménem Antonín Arnošt Stevens ze Steinfelsu (asi v roce 1608, Praha – kolem roku 1675, tamtéž), byl pražský malíř druhé třetiny 17. století, vedle Karla Škréty další významný tvůrce raného baroka v Čechách. Maloval portréty a náboženské obrazy, věnoval se nástěnné malbě, doložena je také jeho inventorská činnost v oblasti grafiky.

## Život a dílo
Byl synem v Praze usedlého vlámského malíře specializovaného na krajinomalbu Pietera Stevense († po roce 1626), který nejspíš roku 1590 přišel na dvůr císaře Rudolfa II. Základům malířského řemesla se naučil patrně u svého otce, rozhodující byla studijní cesta v první polovině třicátých let 17. století, uskutečněná nejspíš po Německu a Nizozemí. Po svém návratu do Prahy roku 1635 zaznamenal Antonín Stevens rychlý kariérní vzestup. Jeho prvními klienty byli malostranští augustiniáni-poustevníci, na jejichž postranním právu si zakoupil dům. Portrétoval císaře Ferdinanda III. a v roce 1640 je doložen ve Vídni, kde se o jeho služby ucházel kníže Gundakar z Lichtenštejna. Pro církevní instituce v Praze maloval oltářní plátna a obrazové cykly (řada menších oltářních pláten pro malostranské augustiniány u sv. Tomáše a monumentální plátno pro hlavní oltář v chrámu P. Marie Vítězné na Malé Straně, cyklus premonstrátských světců pro strahovský klášter), byl také žádaným portrétistou vysoké aristokracie a členů císařské rodiny.
I když ve čtyřicátých letech 17. století byl Stevens zastíněn talentovanějším Karlem Škrétou, získával i nadále prestižní zakázky. Oproti italsky orientovanému Škrétovi byla Stevensovi zdrojem poučení vlámská malba, ve své rozmanité tvorbě se orientoval na nejrůznější předlohy, a to i italských umělců. Do zralého tvůrčího období spadají rozměrná plátna na hlavních oltářích v chrámech P. Marie Sněžné na Novém Městě či sv. Jiljí na Starém Městě, menší malby v chrámech P. Marie Pod Řetězem a P. Marie před Týnem, případně malířská výzdoba hlavních oltářů v kostelech sv. Václava v Bělé pod Bezdězem a sv. Víta v Kojeticích u Neratovic. V závěru života vytvořil trojici obrazů pro hlavní oltář děkanského chrámu Nanebevzetí Panny Marie v Žatci.
Roku 1640 obdržel Antonín Stevens od císaře Ferdinanda III. titul komorní malíř, roku 1643 byl nobilitován hrabětem Jaroslavem Bořitou z Martinic a obdržel predikát ze Steinfelsu, něm. von Steinfels.
Antonín Stevens byl ženat s Annou Marií Breglovou (Preglovou), s kterou měl celkem osm dětí. Malířskému umění se věnovali dva synové Pavel Antonín Stevens (asi 1641–1692) a Jan Jakub Steinfels (1651–1730), z nichž druhý byl specialistou na nástěnnou malbu.

## Galerie

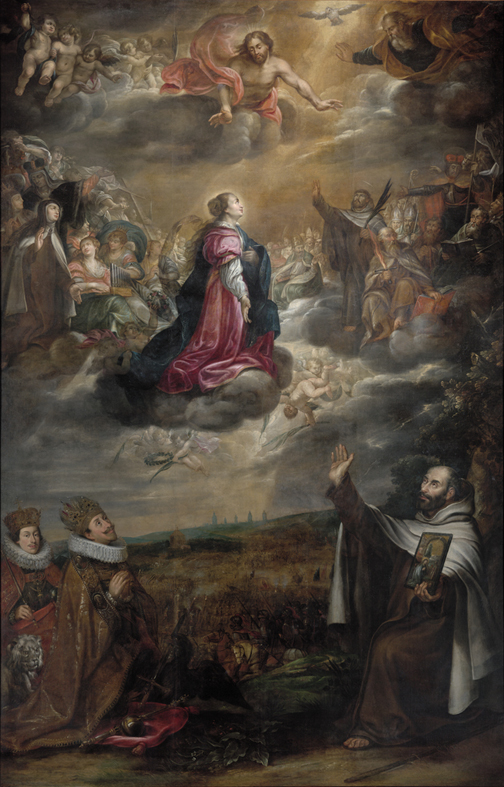
Obraz Panna Maria se přimlouvá u Nejsv. Trojice za vítězství katolického vojska v bitvě na Bílé hoře od Antonína Stevense z hlavního oltáře v kostele Panny Marie Vítězné na Malé Straně z roku 1641
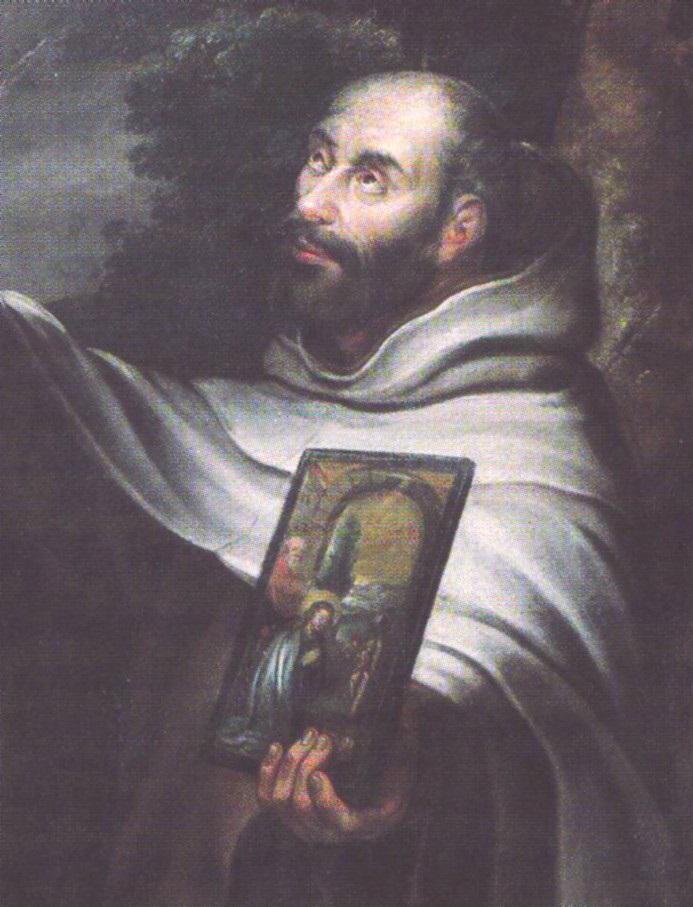
Detail ze Stevensova obrazu Panna Marie Vítězná z kostela P. Marie Vítězné na Malé Straně z roku 1641
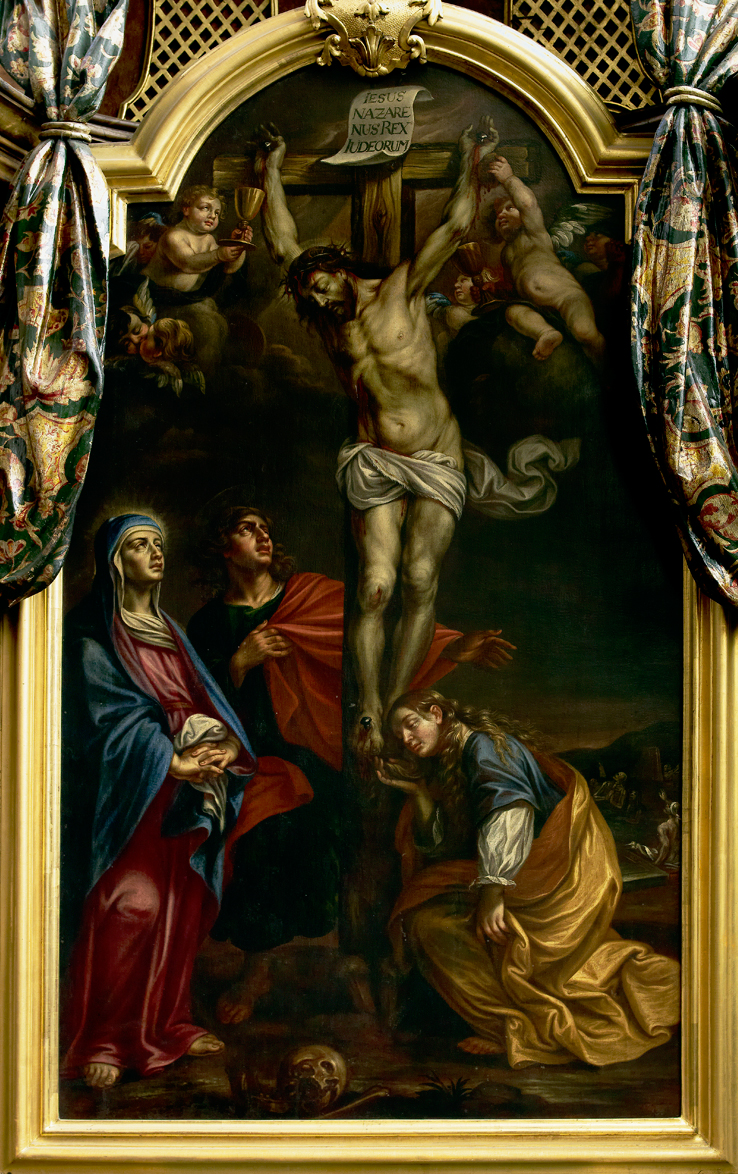
Antonín Stevens, Ukřižování v kostele sv. Tomáše na Malé Straně z roku 1656
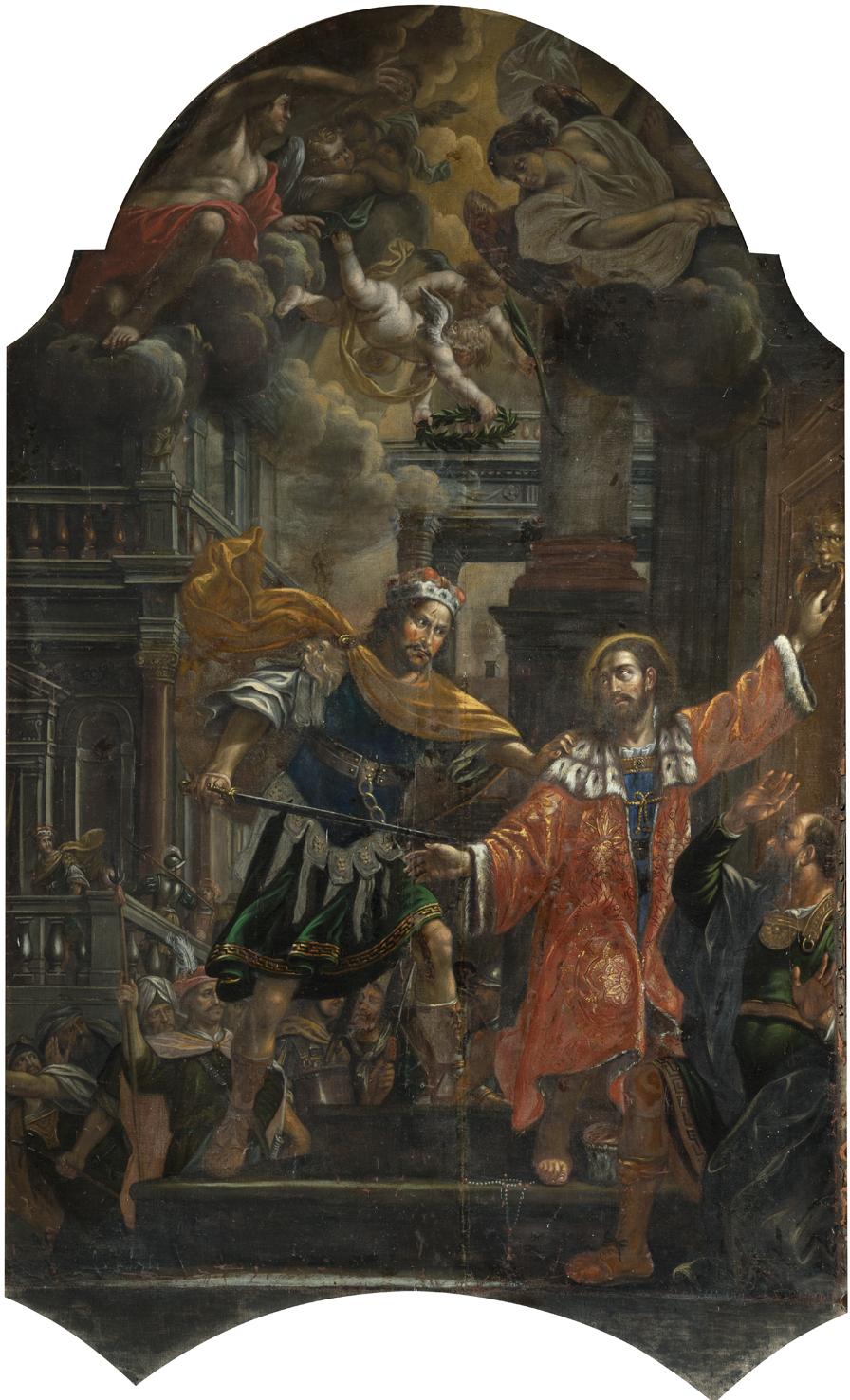
Antonín Stevens, Mučednictví sv. Václava z roku 1666, Bělá pod Bezdězem, kostel sv. Václava
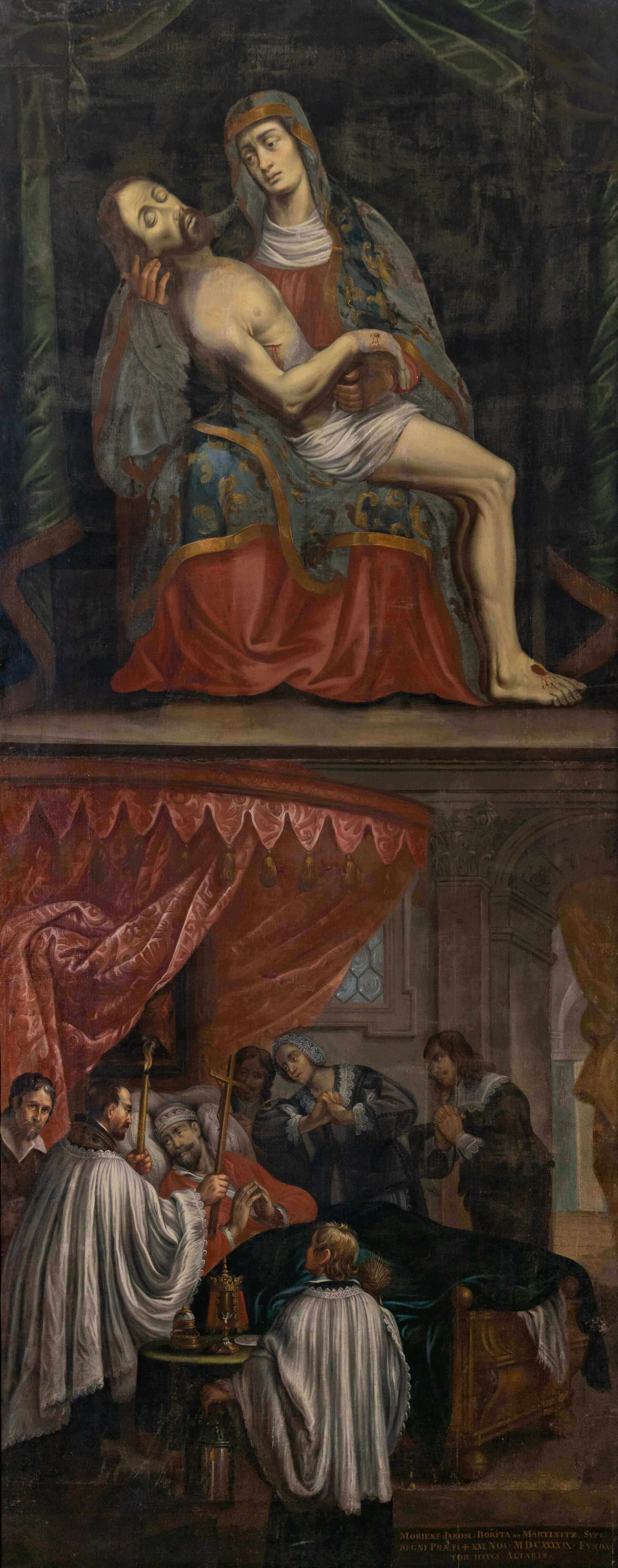
Antonín Stevens, Milostná pieta v Prešpurku a umírající Jaroslav Bořita z Martinic, Vlastivědné muzeum ve Slaném